# Bardão
O bardão consistia em um item de armadura equestre, utilizado por cavalos de batalha; seu material variado entre tecido, couro, ou metais era responsável pela proteção da parte traseira do animal, cobrindo-lhe toda a anca e apresentando uma extensão formada por lâminas que protegiam a cauda.